# Cladura monacantha
Cladura monacantha là một loài ruồi trong họ Limoniidae. Chúng phân bố ở miền Cổ bắc.